# Zaedyus pichiy
Il pichi o armadillo nano (Zaedyus pichiy) è una specie di armadillo diffusa in Patagonia, dove vive in aree aperte.

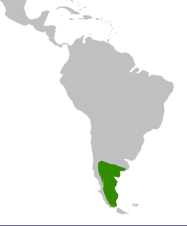
Distribuzione del pichi.

## Dimensioni e aspetto
Misura una quarantina di cm di lunghezza.
Il carapace è bruno scuro con i bordi più chiari, la coda è giallognola.
Le scaglie del carapace sono orlate nella parte posteriore da una peluria nera inframezzata da sparsi peli giallastri più lunghi.
Nonostante somigli visivamente all'armadillo a 6 fasce, è geneticamente più affine agli armadilli pelosi.
Se ne contano due sottospecie
- Zaedyus pichiy pichiy (Desmarest, 1804)
- Zaedyus pichiy caurinus (Thomas, 1928)

## Comportamento
Scava la sua tana alla base di un cespuglio isolato, preferibilmente in terreni sabbiosi.
Se disturbato nella sua tana, come gli armadilli pelosi si puntella con le unghie al suolo e con la schiena alla parte superiore della tana.
Si nutre principalmente di invertebrati, anche se è stato spesso avvistato mentre si nutriva di materiale vegetale. (principalmente frutti di Prosopis).
È un animale solitario. In alcune parti del suo areale, pare sia solito ibernarsi nei periodi freddi.

## Riproduzione
La specie può accoppiarsi durante tutto l'anno: la gestazione dura un paio di mesi, al termine dei quali nascono da uno a tre cuccioli, che vengono svezzati a 6 mesi e diventano sessualmente maturi attorno all'anno d'età.
È ignota la speranza di vita media, anche se un esemplare in cattività è vissuto 9 anni.